# Pipistrellus nanulus
Pipistrellus nanulus (Thomas, 1904) è un pipistrello della famiglia dei Vespertilionidi diffuso nell'Africa subsahariana.

## Descrizione

### Dimensioni
Pipistrello di piccole dimensioni, con la lunghezza totale tra 66 e 74 mm, la lunghezza dell'avambraccio tra 24 e 29 mm, la lunghezza della coda tra 26 e 32 mm, la lunghezza del piede tra 5 e 7 mm, la lunghezza delle orecchie tra 7 e 11 mm e un peso fino a 7 g.

### Aspetto
La pelliccia è corta e densa. Le parti dorsali sono bruno-rossastre, mentre le parti ventrali sono marroni chiare, talvolta con la base dei peli più scura. Le orecchie sono corte, triangolari, ben separate tra loro e con l'estremità arrotondata. Il trago è lungo circa la metà del padiglione auricolare, con il margine anteriore dritto, quello posteriore leggermente convesso, con un piccolo lobo alla base e l'estremità arrotondata. Le membrane alari sono bruno-rossastre talvolta con il bordo posteriore semi-trasparente. La punta della lunga coda si estende leggermente oltre l'ampio uropatagio. Il calcar è provvisto di un lobo terminale sottile. Il pene è ingrandito, con il prepuzio ricoperto di peli. 

## Biologia

### Comportamento
Si rifugia in colonie numerose sotto i tetti di edifici e nelle cavità degli alberi.

### Alimentazione
Si nutre di insetti.

### Riproduzione
Due femmine gravide e che allattavano sono state catturate nel mese di gennaio. Danno alla luce 1-2 piccoli alla volta.

## Distribuzione e habitat
Questa specie è diffusa in Senegal, Guinea meridionale, Liberia, Sierra Leone, Costa d'Avorio, Ghana, Benin, Nigeria, Camerun, Gabon, isola di Bioko, Rio Muni, Repubblica Democratica del Congo nord-orientale, Uganda meridionale e Kenya sud-occidentale.
Vive nelle foreste pluviali e in piantagioni di cacao tra 50 e 1.833 metri di altitudine.

## Conservazione
La IUCN Red List, considerato il vasto areale e la popolazione presumibilmente numerosa, classifica P.nanulus come specie a rischio minimo (Least Concern)).